# The First Mini Album – Gee
Gee ist die erste EP der südkoreanischen Girlgroup Girls’ Generation und wurde am 7. Januar 2009, nach einer neunmonatigen Pause der Gruppe, von S.M. Entertainment veröffentlicht.

## Überblick
Der Titelsong des Mini-Albums, „Gee“, ist ein sehr schneller Popsong und handelt von einem Mädchen, das sich zum ersten Mal verliebt hat. Der Titel „Gee“ ist ein Ausdruck der Überraschung, ähnlich wie „Eomeona!“ (어머나!, Oh, mein Gott!). Geschrieben wurde das Lied von dem südkoreanischen Produzentenduo E-TRIBE. Das Rock-Pop-Lied „Way To Go“ ist eine „Vollversion“ von „Haptic Motion“, das als Werbesong für eine Werbekampagne von Samsung diente. Das Musikvideo zu „Way To Go“ enthält Szenen aus dem Making-of zu „Gee“. Der Text zu „Dear. Mom“ stammt von der Popsängerin Ivy unter dem Pseudonym The Lighthouse.
Dem Mini-Album lag ein 44-seitiges Fotobooklet bei. In Taiwan wurde die EP von Avex vertrieben.
Die EP erreichte Platz 1 der monatlichen südkoreanischen Albumcharts.

## Titelliste
| Nr. | Titel                                            | Songschreiber                                       | Länge |
| --- | ------------------------------------------------ | --------------------------------------------------- | ----- |
| 1   | Gee                                              | E-TRIBE                                             | 3:22  |
| 2   | 힘내! (Way To Go)                                | Kim Jeong-bae, kenzie                               | 3:04  |
| 3   | Dear. Mom                                        | The Lighthouse, No Tae-ryung, Kim Tae-seong         | 4:06  |
| 4   | Destiny                                          | Choe Gab-won, Kim Yeong-hwan, James Read, Ahn Ik-su | 3:26  |
| 5   | 힘들어하는 연인들을 위해 (Let's Talk About LOVE) | Kim Young-hu                                        | 4:12  |